# Затишье (Вейнянский сельсовет)
Зати́шье — деревня в составе Вейнянского сельсовета Могилёвского района Могилёвской области Республики Беларусь.

## Географическое положение
Ближайшие населённые пункты: Могилёв, Полетники, Вейно.